# Dance all night – live
Dance all night – live je četvrti album (drugi uživo) country sastava Plava trava zaborava. 

## Popis pjesama
Strana A
1. "Ghost Riders In The Sky"  02:54
2. "Dance All Night"  03:37
3. "Downtown Girl"  03:45
4. "Making Believe"  03:42
5. "Forever And Ever"  03:20
6. "Cash On The Barrelhead"  02:18
7. "Jackson"  03:12

Strana B
1. "The Gates Of Regret"  03:15
2. "I Slipped Your Mind"  03:14
3. "Mahogany Eyes"  04:19
4. "Lord Have Mercy On Me"  03:37
5. "Lost And I'll Never Find The Way"  01:45
6. "She'll Be Coming"  06:18[1]

## Izvođači
- Eduard Matešić - vokal, gitara, mandolina, violina
- Rajka Sutlović - vokal, tamburin
- Hrvoje Galeković - bubnjevi
- Vladimir Georgev - bas-gitara, banjo
- Davor Rodik - pedal steel gitara, dobro, bas-gitara
- Branimir Bogunović - akustična gitara, električna gitara
- Rista Ibrić - violina, mandolina
- Zlatan Živković - vokal, akustična gitara

## Vanjske poveznice
- Discogs.com: Plava Trava Zaborava ‎– Dance All Night - Live (engl.)